# Найтмьют (аэропорт)
Аэропорт Найтмьют (англ. Nightmute Airport), (ИАТА: NME, ИКАО: PAGT, FAA LID: IGT) — государственный гражданский аэропорт, расположенный в населённом пункте Найтмьют (Аляска), США.

## Инфраструктура
Аэропорт Найтмьют расположен на высоте 1 метров над уровнем моря и эксплуатирует одну взлётно-посадочную полосу:
- 3/21 размерами 488 x 15 метров с гравийным покрытием.